# Arvo Pärt-centrum
Het Arvo Pärt-centrum is een veelzijdige instelling gelegen in de Estse kustplaats Laulasmaa, de woonplaats van componist Arvo Pärt sinds zijn terugkeer naar Estland. Het centrum, opgericht in 2010 door de familie van Pärt als een stichting voor het verantwoordelijk beheren van zijn archief, omvat een bibliotheek, onderzoekscentrum, residency, concertzaal, kapel en museum.
In eerste instantie was er een woonhuis aangekocht in Laulasmaa om als tijdelijk onderkomen voor het archief te dienen, maar in 2018 werd er een speciaal gebouw ontworpen door de Spaanse architecten Fuensanta Nieto en Enrique Sobejano om aan de groeiende behoeften van het centrum te voldoen.
Het Arvo Pärt Centre heeft als doel het behouden en onderzoeken van het creatieve erfgoed van de componist, en biedt een open ontmoetingsplaats voor muzikanten, onderzoekers en muziekliefhebbers die geïnteresseerd zijn in Arvo Pärt's muziek en ideeënwereld. Het centrum bevindt zich te midden van natuurlijke omgevingen, gelegen in een dennenbos nabij de zee.
De kern van het Arvo Pärt Centre is het archief, dat een schat aan informatie en documenten omvat, zowel in fysieke als digitale formaten, met betrekking tot het werk van de componist. Het waardevolste deel van het archief bestaat uit Pärt's originele manuscripten, ruwe schetsen en compositieschetsen. Daarnaast omvat het archief duizenden foto's, opnamen in verschillende formaten, correspondentie met opdrachtgevers, uitgevers en musici, evenals films en ander materiaal dat betrekking heeft op het leven van Arvo Pärt, zijn werk en de ontvangst ervan. Onderzoekers kunnen toegang krijgen tot deze archiefmaterialen via de APIS (Arvo Pärt Information System) database in deze bibliotheek.
De concertzaal, met 150 zitplaatsen, organiseert niet alleen muziekuitvoeringen, maar ook lezingen en gesprekken die een dieper begrip bieden van de context van de composities van de componist. Daarnaast worden Arvo Pärt en zijn composities geïntroduceerd door middel van films, educatieve programma's voor kinderen en jongeren, en publicaties van het centrum.
De bibliotheek in het gebouw biedt bezoekers een gezellige ruimte met een open haard en herbergt de persoonlijke boeken van Arvo en Nora Pärt, voornamelijk van theologische aard. Daarnaast bevat de bibliotheek gedrukte partituren van Arvo Pärt's muziek, een selectie van literatuur over musicologie en diverse audio- en video-opnamen.